# 渡辺誠 (考古学者)
渡辺 誠（わたなべ まこと、1938年〈昭和13年〉11月18日 - 2021年〈令和3年〉9月14日）は、日本の考古学者。名古屋大学名誉教授。

## 略歴
福島県平市（現・いわき市）生まれ。福島県立磐城高等学校卒業、慶應義塾大学文学部卒業、同大学院文学研究科博士課程満期退学、1995年「日韓交流の民族考古学」で慶應義塾大学より博士（史学）の学位を取得。古代学協会研究員、平安博物館、名古屋大学文学部助教授、教授。2002年定年退官、名誉教授、山梨県立考古博物館館長・山梨県埋蔵文化財センター所長。

## 著書
- 『縄文時代の漁業』雄山閣出版 考古学選書、1973
- 『縄文時代の植物食』雄山閣出版 考古学選書、1975
- 『縄文時代の知識』東京美術 考古学シリーズ、1983
- 『日韓交流の民族考古学』名古屋大学出版会、1995
- 『よみがえる縄文人 悠久の時をこえて』学習研究社、1996
- 『目からウロコの縄文文化 日本文化の基層を探る』ブックショップマイタウン、2008
- 『よみがえる縄文の女神』学研パブリッシング、2013

### 共編著
- 『古代人の暮らしをさぐる』江坂輝弥共監著 福武書店 日本人はどこからきたかシリーズ、1986
- 『装身具と骨角製漁具の知識』江坂輝弥共著 東京美術 考古学シリーズ、1988
- 『人間の美術 1 縄文の神秘』梅原猛共著 学習研究社、1989
- 『湖の国の歴史を読む』編 新人物往来社、1992
- 『普及版・季刊考古学　縄文人・弥生人は何を食べたか』甲元眞之共編 雄山閣出版、2000

## 参考
- ISBN 4054057969
- 渡辺誠教授略歴・業績目録 名古屋大学文学部研究論集. 史学、2002 - 03 - 31